# Ruta 4306
Die Ruta 4306 ist eine Gemeindestraße (Municipalstraße) im südamerikanischen Andenstaat Bolivien.

## Streckenführung
Die Straße hat eine Länge von 72 Kilometern und verläuft zwischen der Cordillera Central und der Cordillera Oriental in der Provinz Esteban Arce nordwestlich des Río Caine, einem der Zuflüsse zum Río Grande.
Die Ruta 4306 verläuft in südwestlicher Richtung im südöstlichen Teil des Departamento Cochabamba und ist ein Abzweig von der Ruta 4305 bei Anzaldo, die Straße endet bei Zapallar am linken, nordöstlichen Ufer des Río Caine.

## Straßenabschnitte

### Municipio Anzaldo
- km -005: Anzaldo
- km 000: Ruta 4305 Abzweig
- km 012: Alfamayu
- km 025: Caranota
- km 030: Thaya Paya
- km 031: La Viña
- km 038: Soico

### Municipio Vila Vila
- km 048: Kaspi Corral
- km 052: Sikimira
- km 059: Sivingani Sud
- km 062: Sotace
- km 072: Zapallar